# Tenomerga sybillae
Tenomerga sybillae is een keversoort uit de familie Cupedidae. De wetenschappelijke naam van de soort is voor het eerst geldig gepubliceerd in 1950 door Johann Friedrich Klapperich als Cupes sybillae.